# 古橋あや香
古橋 あや香（ふるはし あやか）は、コピーライター、CMプランナー、コラムニスト。Shy Flower Project代表。
愛知県名古屋市出身。

## メディア

### テレビ
1. 2016年　EARTH Lab -次の100年を考える-、11月5日OA[3]

### 雑誌
1. 2011年5月号、東京グラフィティ掲載
2. 2013年4月号、ソトコト掲載
3. 2013年11月号、ソトコト掲載

### ラジオ
1. 2013年2月7日 TOKYO FM LOVE CONNECTION生出演
2. 2013年12月29日 J-WAVE WONDER VISION生出演

### WEB連載
1. 2016年1月～、メンヘラ・ハッピー・ホーム連載開始[4]